# Łysiczka łajnowa

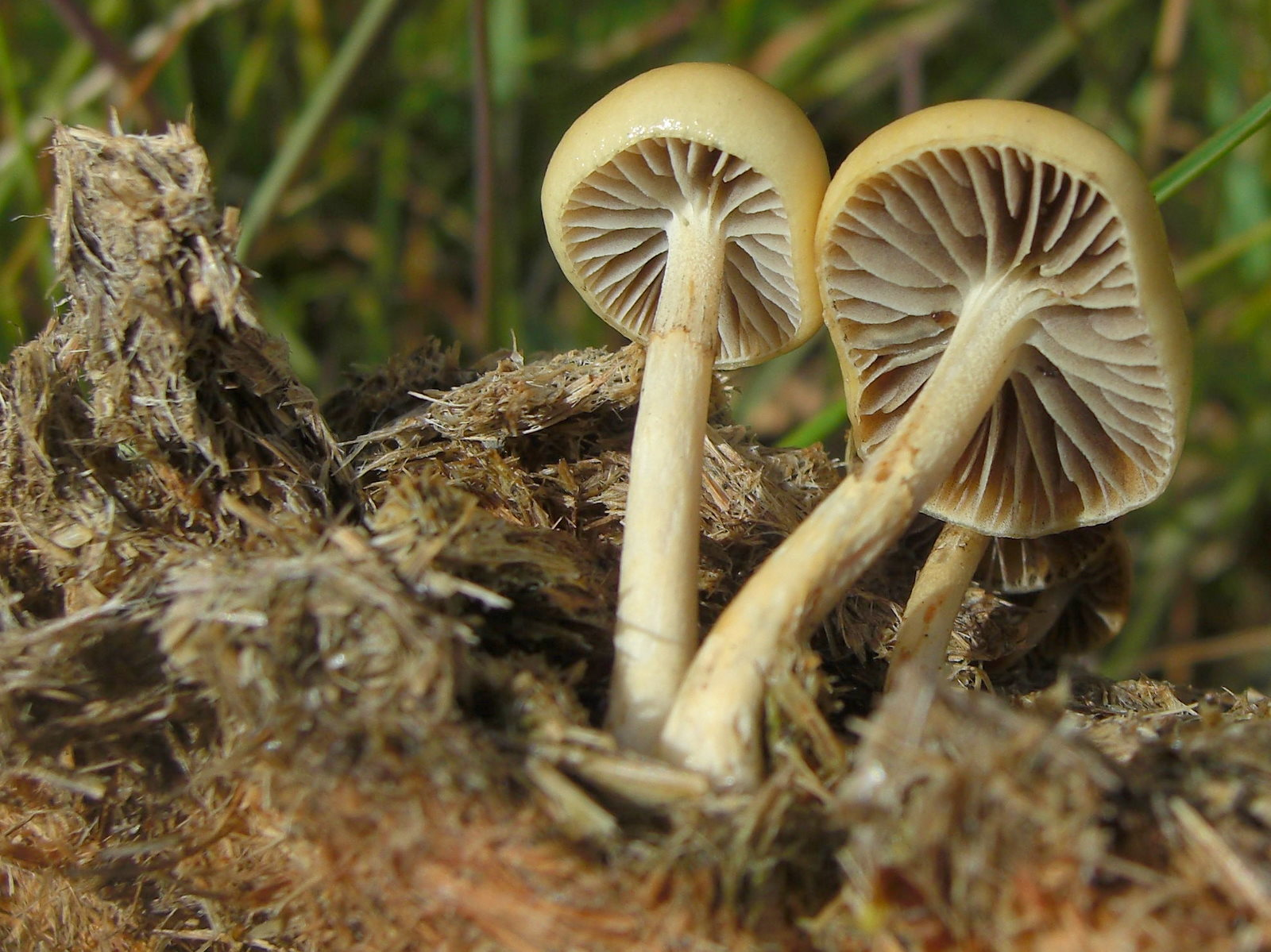

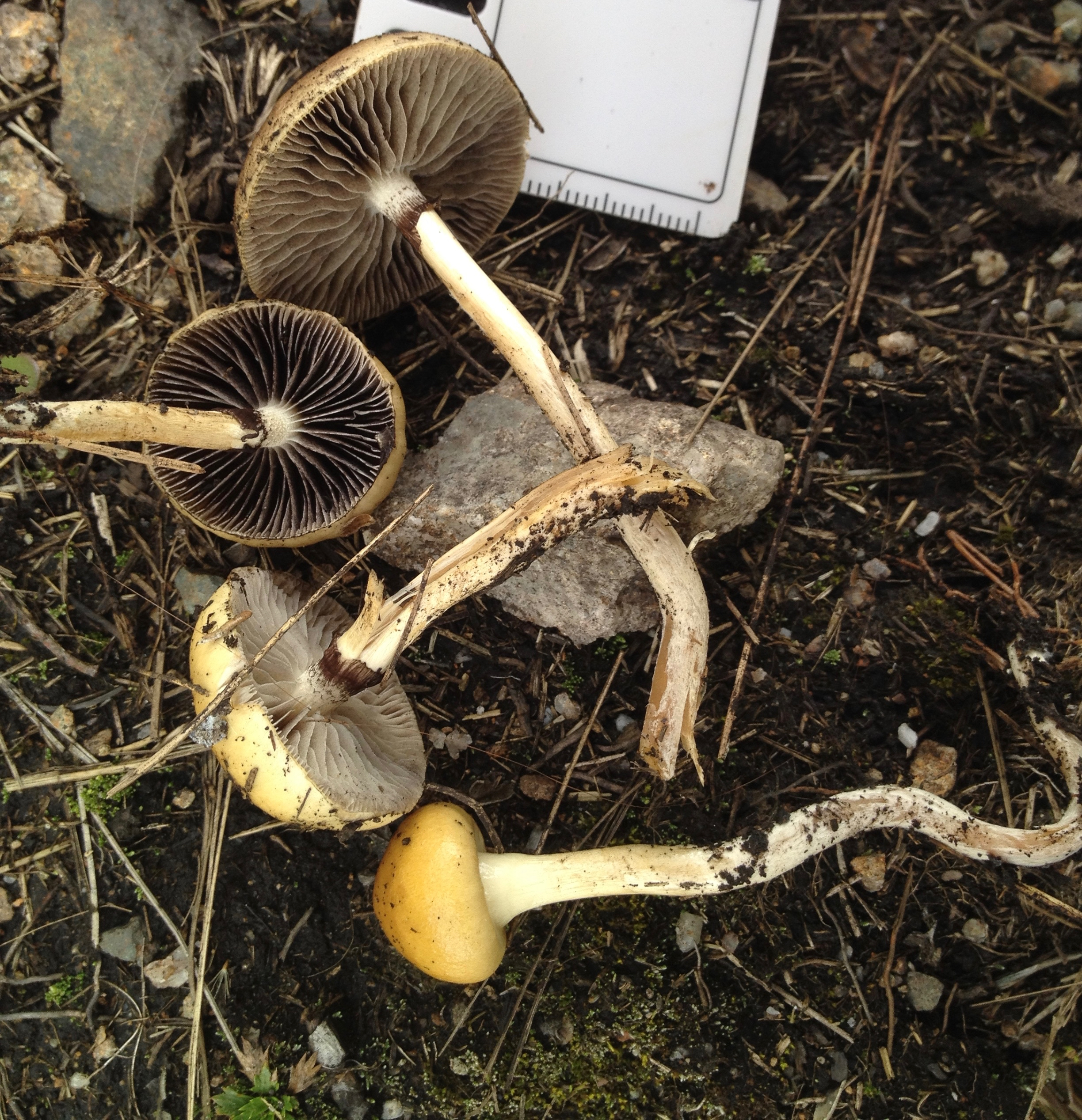

Łysiczka łajnowa (Protostropharia semiglobata (Batsch) Redhead, Moncalvo & Vilgalys) – gatunek grzybów należący do rodziny pierścieniakowatych (Strophariaceae).

## Systematyka i nazewnictwo
Pozycja w klasyfikacji według Index Fungorum: Protostropharia, Strophariaceae, Agaricales, Agaricomycetidae, Agaricomycetes, Agaricomycotina, Basidiomycota, Fungi.
Po raz pierwszy takson ten zdiagnozował w 1786 r. August Johann Georg Karl Batsch nadając mu nazwę Agaricus semiglobatus. Obecną, uznaną przez Index Fungorum nazwę nadali mu w 2013 r. Moncalvo i Vilgalys.
Synonimów ma ponad 20. Niektóre z nich:
- Psilocybe semiglobata (Batsch) Noordel. 1995
- Stropharia semiglobata var. stercoraria (Schumach.) K.-D. Jahnke 1984
- Stropharia stercoraria var. minor F.H. Møller 1945
- Stropharia stercoraria var. radicata F.H. Møller 1945[2].

Franciszek Błoński w 1890 r. podał polską nazwę nazwę pierścieniak półkulisty, Stanisław Chełchowski w 1898 r. pierścieniak łajnowy, a Władysław Wojewoda w 2003 r. łysiczka łajnowa. Po przeniesieniu tego taksonu do rodzaju Protostropharia wszystkie nazwy polskie stały się niespójne z nazwą naukową.

## Morfologia
Kapelusz
Średnica 1–4 cm, w młodych owocnikach półkulisty, potem wypukły, w końcu płaski, czasami z płaskim garbem. Brzeg nie prążkowany. Powierzchnia cytrynowożółta, na środku ciemniejsza, rdzawoochrowa, gładka, wilgotna, u młodych owocników silnie śluzowata. Brzeg początkowo podwinięty, potem prosty, czasami z resztkami osłony.
Blaszki
Przylegające lub zbiegające ząbkiem, z blaszeczkami (l=1–4), dość szerokie (do 8 mm), początkowo kremowe, potem szarawe, w końcu ciemnofioletowo-brązowe. Ostrza jaśniejsze.
Trzon
Wysokość 3–8 cm, grubość 2–5 mm, walcowaty, czasami nieco szerszy u podstawy, początkowo pełny, potem pusty. Pod kapeluszem o tej samej barwie co kapelusz, oprószony lub prążkowany, poniżej lepki, w kolorze kremowym z rozproszonymi jasnobrązowymi, przylegającymi włóknami, przy podstawie ciemniejszy. Resztki osłony tworzą blady, cienki i błoniasty pierścień, wkrótce od zarodników zmieniający barwę na czarną. Jest nietrwały, często pozostaje po nim na trzonie tylko strefa pierścieniowa i resztki na brzegu kapelusza.
Miąższ
Cienki, miękki, kremowo-żółty, o nieokreślonym zapachu, w smaku podobny do surowego ogórka; według niektórych autorów łagodny.
Cechy mikroskopowe
Wysyp zarodników fioletowo-brązowy. Zarodniki 15–20 × 7,5–10 µm, fioletowo-brązowe, gładkie, w widoku z przodu i z boku eliptyczne lub migdałowate, grubościenne z porą rostkową na wierzchołku.
Gatunki podobne
Łysiczka łajnowa jest smukłym gatunkiem żyjącym na odchodach, z lepkim, matowo-żółtawym kapeluszem, lepkim trzonem i kleistym, zanikającym pierścieniem. Występowanie na odchodach jest cechą pomocną, ale nie wystarczającą do identyfikacji gatunku. Na odchodach mogą występować jeszcze inne gatunki, m.in.:
- tzw. łysiczka odchodowa (Deconica coprophila) i łysiczka pomiotowa (Deconica merdaria). Odróżniają się czerwonawo-brązowym lub szarawo-brązowym kapeluszem i brakiem pierścienia;
- kołpaczek mierzwiowy (Panaeolus papilionaceus). Ma kremowy i wyraźnie pomarszczony kapelusz;
- pierścieniak koroniasty (Stropharia coronilla). Ma podobnym kremowy kapelusz, ale odróżnia się nielepkim, prążkowanym pierścieniem;
- polówka półkulista (Agrocybe pediades). Nie ma pierścienia i ma brązowe, nie fioletowo-brązowe blaszki i zarodniki[5].

## Występowanie i siedlisko
Gatunek szeroko rozprzestrzeniony, poza Antarktydą notowany na wszystkich kontynentach i na niektórych wyspach. W Europie szeroko rozprzestrzeniony, występuje od Hiszpanii po Islandię i północne regiony Półwyspu Skandynawskiego, brak go tylko w południowo-wschodniej części kontynentu. W piśmiennictwie naukowym na terenie Polski podano wiele stanowisk. Jest bardzo pospolity.
Występuje w lasach liściastych i iglastych, zaroślach, parkach, na łąkach, pastwiskach, przydrożach, polach, w ogrodach. Rozwija się na odchodach zwierząt (krów, koni, owiec, żubrów), rzadziej na silnie nawożonej nawozami organicznymi glebie i na gnijących liściach. Owocniki od kwietnia do października. Pojawiają się po deszczu.

## Znaczenie
Saprotrof, grzyb koprofilny. Nie jest trujący, jednak jest grzybem niejadalnym ze względu na miejsce występowania.